# Operación Ilona
Operación Ilona fue el nombre en clave de una operación militar alemana (1942/1943) no ejecutada, diseñada para la ocupación e la península ibérica en el caso de que Gran Bretaña ocupara España durante la Segunda Guerra Mundial. La operación Ilona fue una versión posterior de la Operación Isabella, que tampoco llegó a ejecutarse.
Por razones de seguridad, la operación Ilona fue renombrada por el Alto Mando alemán como Operación Gisela. Esta sería a su vez cancelada en junio de 1943, y reemplazada por la Operación Nuremberg, un plan de contingencia más realista.
La operación fue dada a conocer al público general por el General Leo von Geyr en 1963.

## Detalles de la Operación
El teniente coronel de Benito de Sola resume así el origen y líneas generales de la operación, según los datos aportados por el general Leo F. Geyr von Schweppenburg: 

Este plan tuvo su origen en la directiva núm. 42, dictada por el 0KW (Mando Supremo de las Fuerzas Armadas) en 29 de mayo de 1942, y respondía […] al temor de Hitler de una invasión de Europa por el Oeste, tomando como base inicial la península ibérica. La directiva se refería a medidas defensivas en la Francia no ocupada y en la península, cuyo estudio detallado y posterior ejecución se confiaban al comandante en jefe del Oeste, mariscal von Rundstedt. La misión, por lo que se refiere a la península, se concretaba en que «si los aliados ponían pie en España, había que ocupar los pasos de los Pirineos y apoderarse de los puertos marítimos de la costa norte española».
Sobre esta base, el Mando Supremo del Oeste preparó una directiva que, fechada el 15 de julio de 1942, contenía las líneas generales de la operación llamada desde el primer momento llana. Según ella, en el caso de que el enemigo atacase la península ibérica, la operación llana se ejecutaría como inmediata contramedida. En tal caso, las tropas alemanas ocuparían los pasos de los Pirineos y los puertos del norte de España, para evitar toda amenaza de flanco a la costa atlántica de Francia.
[…]
Está claro que este plan era poco consistente, tanto por la entidad de las fuerzas empleadas, como por el área empeñada en la operación, cuyo terreno no permite un empleo rápido de unidades acorazadas si se opone a ellas una resistencia, aun escasa. No puede ser considerado sino como una solución transitoria para hacer frente a una necesidad de urgencia.
Las favorables operaciones de Rommel en Africa del Norte en el verano de 1942 y las victorias en Sebastopol, Rostov y Stalingrado, hicieron olvidar al Mando alemán este plan, a pesar del golpe de mano aliado del 19 dé agosto, sobre Dieppe.
El plan fue recordado otra vez al Mando alemán el 25 de septiembre, pero esta vez porque un teniente de un Regimiento de Infantería de una de las Divisiones SS. había perdido su cartera de documentos y en ella figuraban parte de las órdenes, para su Batallón, sobre la operación llana. Como no había seguridad de que el documento hubiera ido a parar a manos enemigas, no se desechó el plan, sino que sele cambió el nombre clave por el de Gisela.
de Benito de Sola, Gonzalo 1964 "Los planes militares de Hitler sobre España en 1.942-43"